# Kung fu
Kungfu (功夫, Pinyin: gōngfu) er en fællesbetegnelse for kinesisk kampkunst. Kungfu er en af de ældste former for asiatisk kampkunst og kan dateres tilbage til Den Gule Kejser, Qin Shi Huang Di, der samlede kinesiske småstater til et rige Zhongguo, Riget i Midten. Han grundlagde kampsystemet Quan fa, nævens princip.
Kungfu er stamfaderen til de fleste senere opståede former. Kungfu deles i to hovedkategorier: den nordlige skole og den sydlige skole. Den nordlige skole kendetegnes ved langstrakte armbevægelser, høje spark og springspark. Den sydlige skole gør især brug af lave, styrkekrævende kampstillinger og korte armbevægelser. I de fleste former for kungfu indgår både slag, spark, parader og greb i kampteknikkerne.
Der findes mange stilarter og forskellige skoler inden for kungfu. Mest kendt fra den nordlige skole er Changbi yuan og Jingwu. Hong Quan eller Hung gar også kaldt De Fem Dyr og Wing Chun (også kendt under dets tyske navn Wing Tsun) er den sydlige skoles mest populære stilarter.
Engang kunne kungfu inddeles i forskellige kungfu stilarter som abestil, slangestil, tigerstil, ørneklo kungfu, tranestil, dragestil og fuldemands boksning. I dag er flere af disse stilarter helt eller delvist uddøde som selvstændige stilarter: slange, tiger, trane, leopard og drage er i dag samlet i Hong Quan.